# Johanne Petersen Norup
Johanne Petersen Norup (2. marts 1879 i København - 22. maj 1950 på Frederiksberg) var en dansk bankassistent og forkæmper for fredssagen.

## Fredssagen
Fra begyndelsen af 1900-tallet viste Johanne interesse for fredssagen og gik tidligt ind i arbejdet i Dansk Fredsforening. I tre år var hun privatsekretær for Frederik Bajer, der var med til at stifte Dansk Fredsforening i 1882 og som fik Nobels Fredspris i 1908. I 1910 afløste hun Bajer som rådsmedlem i Bureau international de la Paix i Bern (senere i Genéve).
I 25 år sad Johanne i bestyrelsen i Dansk Fredsforenings Københavnskreds, i 3 år var hun kredsens formand og i ti år var hun sekretær i foreningens hovedbestyrelse.
Sammen med en ven stiftede hun i 1910 foreningen International fredsvenlig ungdomsgruppe, som var et forsøg på at samle ungdommen i Skandinavien, flere europæiske lande og Amerika. I 1914 skiftede foreningen navn til Pax. Pax var den første forening, der tog fredsarbejdet op blandt skolebørn. Johanne så arbejdet med denne forening som et modstykke til de mere militaristiske ungdomsbevægelser, som var i voldsom vækst i årene op til Første Verdenskrig. Til trods for gentagende ros fra Dansk Fredsforening, kæmpede Johanne en resultatløs kamp for at få den mandsdominerede forening til at øge opbakningen til ungdomsforeningen. Foreningen eksisterede frem til 1930'erne.
Johanne var ydermere medlem af Kvindernes Fredsforbund, som var blevet stiftet i 1916. Fra 1930 var hun formand for denne underforening. Hun havde også en større journalistisk virksomhed, da hun redigerede Pax' foreningsbald i årene 1914-30.